# Hindouisme en Inde
Hindouisme est la plus grande religion en Inde. Selon le recensement indien de 2011, 966,3 millions de personnes s'identifient comme hindoues, ce qui représente 79,8% de la population du pays. L'Inde contient 94% de la population hindoue mondiale, la plus grande population hindoue du monde. La grande majorité des hindous en Inde appartiennent aux dénominations Shaivite et Vaishnavite. L'Inde est l'un des trois pays du monde (Népal et Maurice étant les deux autres) où l'hindouisme est la religion dominante.